# Postal (jeu vidéo)
Pour les articles homonymes, voir Postal.
Postal est un jeu vidéo de type run and gun sorti en 1997 sur Microsoft Windows et Mac OS X ensuite porté sur android plus récemment en 2020 et Dreamcast en 2022. Le jeu a été développé par Running With Scissors et édité par Ripcord Games. Son extrême violence lui a valu bon nombre de controverses, notamment au Brésil où il a été censuré.

## Système de jeu
Postal est un jeu de tir avec une projection isométrique. Le gameplay et l'interface sont similaires à ceux des jeux de tir à la première personne de l'époque, mais pas sur tous les points :
- Le mouvement est toujours relatif à l'orientation du personnage joueur (nommé "The Postal Dude"). Le joueur doit donc toujours être conscient de la direction vers laquelle le personnage est tourné, ce qui peut être difficile pour certains joueurs sur les cartes isométriques.

- Il y a huit emplacements d'armes, chacun avec une quantité maximale de munitions fixe. L'arme par défaut est une mitrailleuse faible avec des munitions illimitées. Bien que cela ne serve à rien en pratique, le joueur peut cacher ses armes en appuyant sur la touche tilde.

- Contrairement à de nombreux jeux de tir à la première personne, l'objectif n'est pas de rester en vie et simplement de passer au niveau suivant, mais de tuer un pourcentage donné de PNJ armés sur la carte. Ce n'est qu'alors que la sortie vers le niveau suivant est activée. Même si le joueur est mort, il peut toujours quitter le niveau tant que le nombre requis d'ennemis a été tué.

## Intrigue
Un homme appelé simplement le "Postal Dude" a été expulsé de chez lui. Il croit que l'US Air Force libère un agent aérien sur sa ville de Paradise et qu'il est le seul individu non affecté par la "peste de la haine". Il se bat de sa maison jusqu'à une base aérienne à travers divers endroits, y compris un ghetto, une gare, un parc de caravanes, un relais routier et une ferme d'autruches. Pendant le jeu, une voix dans la tête du protagoniste (doublée par Rick Hunter) peut être entendue railler ses victimes à travers des absurdités cryptiques, souvent lors de tueries consécutives ou en changeant d'arme dans l'arsenal du joueur.
Après avoir attaqué la base aérienne, il est montré tentant de massacrer une école primaire. Malgré ses meilleurs efforts, ses armes n'ont aucun effet sur les enfants. Subissant une dépression mentale au milieu des rires innocents, il se retrouve retenu dans un asile psychiatrique alors que des images infernales couvrent l'écran: Un corps enchaîné dans un couloir, le protagoniste en camisole de force recroquevillé en position fœtale; un gros plan de son visage, couvert de bandages; et la porte de sa cellule numérotée 593.
Une voix désincarnée, peut-être un psychologue, donne un rapport sur l'état mental du protagoniste. Il suggère que le stress de la vie urbaine pourrait être la cause principale de son déchaînement, le poussant à "péter les plombs" ("Go postal" en englais). L'absence de toute mention d'interférence militaire avec la population civile implique que les meurtres du Postal Dude étaient le résultat de ses propres délires paranoïaques. Au milieu d'un audio déformé, le psychologue fait une remarque finale : "Nous ne saurons peut-être jamais exactement ce qui l'a déclenché, mais soyez assurés que nous aurons tout le temps de l'étudier". À la fin du générique, des rires maniaques peuvent être entendus alors que l'écran devient noir.
En raison de la controverse entourant la sortie du jeu, ainsi que des nombreuses fusillades dans des écoles américaines au cours des années suivantes, la fin a été modifiée dans Postal Redux (Version remake du jeu sortie en 2015). Les développeurs ont déclaré qu'ils avaient changé la fin parce que les fusillades dans les écoles avaient perdu la valeur choquante qu'elles avaient lors de la sortie du Postal original. Remplaçant la vision de l'école primaire, le joueur assiste à l'enterrement d'une personne inconnue dans un champ en décomposition, largement considéré comme étant son propre enterrement. La fin du jeu en difficulté maximale inclut la présence d'un homme et d'une femme inconnus pleurant sur la tombe alors qu'elle descend. Les deux issues déclenchent une crise mentale similaire et une scène d'asile identique, bien que composée de séquences animées plutôt que des illustrations fixes de la version originale.

## Histoire
Developement
Le développement de Postal a commencé en mars 1996. Les développeurs de Riedel Software Productions (RSP), lassés de créer des jeux pour enfants, ont créé le label Running with Scissors (RWS) pour développer des jeux matures auxquels ils voudraient eux-mêmes jouer. Postal, le premier projet sous ce nouveau label, s'est inspiré de Robotron : 2084, qui était jouable dans les bureaux de RSP. The Last Nail et The Postman Always Shoots Twice, une référence au film de 1946 The Postman Always Rings Twice, étaient également un des titres envisagés pour le jeu.
Le personnage joueur, un homme sans nom, a été intentionnellement laissé sans histoire de fond et obscurci dans les ombres et les filtres des illustrations pour permettre aux joueurs de projeter leurs propres vues sur lui. Le surnom "Postal Dude" du personnage a été inventé par le PDG de RWS, Vince Desi, lors d'une première interview sur le jeu. La veste du Postal Dude était à l'origine noire, mais RWS a découvert lors des tests que le Dude était difficile à suivre à l'écran dans les niveaux sombres sa veste a donc été changée en rouge pour le jeu final pour compenser, ce que l'équipe n'aimait pas. Les sons de douleur du Postal Dude ont été doublés par Vince Desi, tandis que la voix comique de "démon" entendue dans l'esprit du Dude a été doublée par le personnalité de radio americaine Rick Hunter.
Postal utilise RSPiX, un moteur de jeu multiplateforme développé en interne chez RSP, qui était auparavant utilisé pour les produits destinés aux enfants de la société, y compris Wishbone Activity Zone et Muppets Inside.
Sortie
Postal : Special Delivery, une extension du jeu original Postal, est sortie le 28 août 1998 et comprenait quatre nouveaux niveaux ainsi que divers nouveaux personnages et voix. Un niveau, en particulier, se déroulait dans une parodie des Walmart et commençait avec le démon du Dude réprimandant le magasin pour ne pas vendre Postal, ce qui annonce l'humour décalé vu dans Postal 2.
En 2000, une version japonaise de Postal appelée Super Postal est sortie, avec des voix japonaises et deux niveaux exclusifs, "Tokyo" et "Osaka". Ces niveaux sont restés exclusifs à Super Postal jusqu'à la sortie de Postal Redux en 2015.
Une réédition du jeu en mars 2001, appelée Postal Plus, incluait l'extension "Special Delivery". Elle a été portée sur Linux par Loki Entertainment la même année.
En 2002, Postal Plus (connu sous le nom de Postal : Classic and Uncut en Europe) regroupait Postal et l'extension Special Delivery, et les copies vendues au détail comprenaient également une démo de Postal 2.
Postal Plus a été publié sur le distributeur numérique GOG.com en 2009 et quelques années plus tard sur Steam. En 2013, il a été mis à jour avec la prise en charge des résolutions grand écran et du matériel moderne. Cependant, le composant multijoueur et l'éditeur de niveaux ont été supprimés. En 2015, il a été mis à jour avec une prise en charge complète de la manette Xbox 360. Les niveaux "Tokyo" et "Osaka", initialement exclusifs à Super Postal, ont également été ajoutés aux deux versions.
En 2015, les développeurs ont annoncé qu'ils publieraient le code source du jeu "si quelqu'un promet de le porter sur Dreamcast". En juin 2016, les développeurs ont donné le code source à un développeur communautaire qui a porté le jeu sur Linux pour la console portable OpenPandora. Le 28 décembre 2016, le code source a été publié sur Bitbucket sous la licence Licence publique générale GNU.
Le 14 février 2022, l'éditeur indépendant Wave Game Studios a annoncé qu'un portage du jeu sur Sega Dreamcast serait publié le 2 juin, officiellement licencié par Running with Scissors.